# Pjotr Grigorjewitsch Bolotnikow
Pjotr Grigorjewitsch Bolotnikow (russisch Пётр Григорьевич Болотников, engl. Transkription Pyotr Bolotnikov; * 8. März 1930 in Sinowkino, Mordwinische Autonome Oblast; † 20. Dezember 2013) war ein sowjetischer Langstreckenläufer.

## Karriere
Bolotnikow begann erst im Alter von 20 Jahren mit dem Leichtathletiktraining, als er seine Dienstzeit in der Roten Armee absolvierte. Er wurde 1957 erstmals nationaler Meister über 10.000 Meter, als er überraschenderweise den großen Wolodymyr Kuz bezwang. Bolotnikow wurde zwischen 1958 und 1962 jeweils doppelter sowjetischer Meister über 5000 und 10.000 Meter. 1964 wurde er nochmals Meister über 10.000 Meter.
Bei den Olympischen Spielen 1956 in Melbourne wurde er Neunter über 5000 Meter und kam über 10.000 Meter auf den 16. Platz. Bei den Olympischen Spielen 1960 in Rom kontrollierte Bolotnikow das 10.000-Meter-Rennen von Beginn an und gewann mit fünf Sekunden Vorsprung. Im selben Jahr verbesserte Bolotnikow den Weltrekord über 10.000 Meter um fast zwölf Sekunden und lief eine Zeit von 28:18,8 min. Aufgrund dieser Leistungen erhielt er den Leninorden.
1962 verbesserte Bolotnikow seinen eigenen Weltrekord um sechs Zehntelsekunden auf 28:18,2 min. Bei den Europameisterschaften in Belgrad wurde er seiner Favoritenrolle gerecht und gewann das Rennen über 10.000 Meter mit großem Vorsprung. Im 5000-Meter-Lauf wurde er unerwartet nur Dritter.
Die Olympischen Spiele 1964 in Tokio verliefen für Bolotnikow mit einem 25. Platz über 10.000 Meter enttäuschend. Ein Jahr später erklärte er seinen Rücktritt.
Nach der Aktivenkarriere arbeitete er 20 Jahre lang als Athletiktrainer bei Spartak in Moskau. Von 1990 bis 1992 war er Präsident des Vereins, 1996 wurde er zum Ehrenpräsidenten ernannt.